# Football Club Rodange 91
Maillots
Actualités
Le FC Rodange 91 (forme raccourcie de Football Club Rodange 91) est un club de football luxembourgeois fondé en 1991 et basé à Rodange. Il évolue en BGL Ligue, la première division luxembourgeoise de football.
Le Football Club Rodange 91 est fondé le 30 avril 1991 à la suite de la fusion entre les deux clubs de la ville de Rodange, le FC Chiers Rodange et le FC Racing Rodange.
Rapidement, le club obtient le premier trophée de son histoire en remportant le titre de champion de Promotion d'Honneur en 1995, lui donnant accès à la Division Nationale pour la première fois de son histoire la saison suivante.
Redescendu en deuxième division à l'issue de la saison 1996-1997, le club remonte en 2000 en terminant vice-champion. Après une énième relégation, Rodange entame une longue descente jusqu'en 2.Division. En 2013, après deux montées consécutives, le FC Rodange 91 est de retour en Promotion d'Honneur.
Depuis la remontée en BGL Ligue en 2016-2017, le club enchaine régulièrement l'ascenseur entre les deux divisions, obtenant au passage un deuxième titre de champion de Promotion d'Honneur en 2019.

## Historique

### Fondation et accession rapide en première division (1991 - 1995)
Le Football Club Rodange 91 est fondé le 30 avril 1991 à la suite de la fusion entre le FC Chiers Rodange et le FC Racing Rodange.
Seulement quatre ans après sa fondation, Rodange termine champion de Promotion d'Honneur pour la première fois de son histoire en 1995 et accède donc à la Division Nationale, le plus haut échelon du football luxembourgeois.

### Descente en amateur (1995 - 2017)
Descendu directement dès sa deuxième saison de Division Nationale en 1996-1997, le club remonte une nouvelle fois en 2000 après avoir terminé vice-champion de Promotion d'Honneur.
Le FC Rodange 91 descend une nouvelle fois en deuxième division à la suite d'une relégation en 2000-2001. Par la suite, Rodange descend jusqu'en 2.Division (le quatrième échelon du football luxembourgeois), avant d'obtenir deux montées successives et de revenir en Promotion d'Honneur en 2013,. Le club se stabilise durant trois ans en Promotion d'Honneur avant de finir vice-champion en 2016-2017 et d'accéder une nouvelle fois à la BGL Ligue.

### L'ascenseur (depuis 2017)
Terminant 13e de BGL Ligue, le club redescend aussi tôt en deuxième division à l'issue de sa première saison. La saison suivante, le club obtient son deuxième titre de champion de Promotion d'Honneur.
À la fin de la saison 2020-2021, le club change temporairement de stade en utilisant celui du club rival, l'UT Pétange, à la suite de la rénovation du Stade Jos Philippart,.
À l'issue de la saison 2021-2022, Rodange est une nouvelle fois relégué avant de finir vice-champion de Promotion d'Honneur en 2024,,.

## Palmarès
Le tableau suivant récapitule les performances du FC Rodange 91 dans les différentes compétitions officielles luxembourgeoises.
| Compétitions nationales |
| --- |
| - BGL Ligue - Meilleure performance : 8e en 1996 - Coupe du Luxembourg - Meilleure performance : Quart de finaliste en 2014, 2017 et 2018 - Promotion d'Honneur (2) - Champion : 1995 et 2019 - Vice-champion : 2000, 2017 et 2024 |

## Effectif actuel
Le tableau ci-dessous liste l'effectif du FC Rodange 91 pour la saison 2024-2025.